# غلين ر. جونز
غلين ر. جونز (بالإنجليزية: Glenn Jones)‏ هو رائد أعمال أمريكي، ولد في 2 مارس 1930، وتوفي في 7 يوليو 2015.